# Roj Nûrî Şawîs

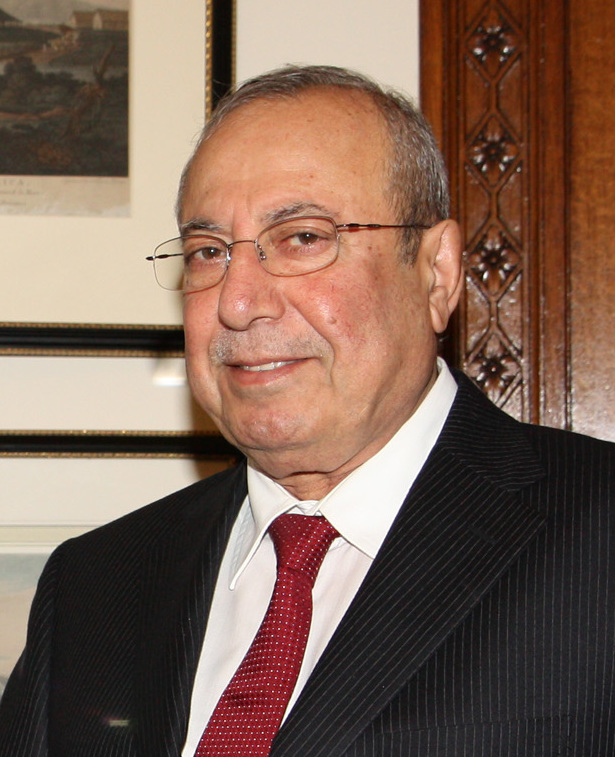
Rodsch Nuri Schawais

Roj Nûrî Şawîs (kurdisch روژ نورى شاويس Roj Nûrî Şawîs; ausgesprochen Rusch Nuri Schawis; arabisch روج نوري شاويس Rūdsch Nūrī Schāwīs; * 7. Dezember 1947 in Sulaimaniyya, Autonome Region Kurdistan; † 15. Februar 2021) war ein irakischer Politiker kurdischer Abstammung. Er war ab dem 30. Juni 2004 Stellvertreter des damaligen Staatspräsidenten Ghazi al-Yawar und war in der ersten frei gewählten Regierung des Irak seit Saddam Hussein Vize-Ministerpräsident und somit Stellvertreter von Ibrahim al-Dschafari.
Şawîs war Mitglied der Kurdischen Demokratischen Partei (Kurdistan Democratic Party, KDP) sowie Sprecher des kurdischen Parlaments in Erbil. Auf gesamtirakischer Ebene war er das einzige Mitglied der neuen fünfköpfigen Staatsspitze, der nicht dem bisherigen Regierungsrat angehörte. Teilweise war damit gerechnet worden, dass die beiden Kurdenführer Dschalal Talabani von der Patriotischen Union Kurdistans und Masud Barzani von der KDP eine Führungsposition beanspruchen würden.
Er wurde zusammen mit den vier anderen Persönlichkeiten am 1. Juni 2004 für das Amt nominiert; die kurdische Bevölkerung macht knapp 20 Prozent des Irak aus. Die Vereinbarung über eine ethnisch-religiös möglichst ausgewogene Staatsführung war vom o.e. Regierungsrat gemeinsam mit dem US-Zivilverwalter Paul Bremer und dem UNO-Sondergesandten Lakhdar Brahimi getroffen worden.
Der andere Stellvertreter al-Yawars war der Schiit und spätere Ministerpräsident Ibrahim al-Dschafari.
Schawais war zusammen mit dem Sunniten Abid Mutlaq al-Dschiburi und dem säkularen Schiiten Ahmad Tschalabi Stellvertreter von al-Dschafari.
Er promovierte Anfang der 1970er Jahre in Deutschland in den Ingenieurwissenschaften.